# Palazzo Radziwiłł (Vilnius)
Il palazzo Radziwiłł (in lituano Radvilų rūmai; in polacco Pałac Radziwiłłów) è un edificio realizzato in stile tardo rinascimentale nel centro storico di Vilnius, la capitale della Lituania.

## Storia
È probabile che un palazzo in legno di Mikołaj Krzysztof Radziwiłł soprannominato il Nero sorgesse nello stesso sito nel XVI secolo: l'attuale edificio fu costruito per ordine di Janusz Radziwiłł dal 1635 al 1653 seguendo il progetto di Jonas Ullrich. La struttura finì in rovina dopo l'invasione moscovita del 1655-1660 e rimase in gran parte trascurata per secoli, venendo ulteriormente devastata durante la prima guerra mondiale: solo l'ala settentrionale del palazzo sopravvisse. Alla fine, è stato restaurato negli anni '80 e oggi si trova una divisione del Museo d'arte lituano. Una parte del palazzo è ancora oggi da ristrutturare. Attualmente, questa sezione del Museo nazionale d'arte lituano contiene opere celebri di Ludovico Lipparini, Giuseppe Rossi, Antonio Bellucci, Carlo Dolci, Giovanni Paolo Panini e Bartholomäus Spranger.
Il palazzo è attualmente in fase di restauro e si sta procedendo a ricostruire anche le sezioni perdute dell'edificio: le nuove sale saranno impiegate come padiglioni espositivi. Il progetto dovrebbe essere completato nel 2023, in concomitanza con il 700º anniversario della prima menzione di Vilnius nel 1323.

## Architettura

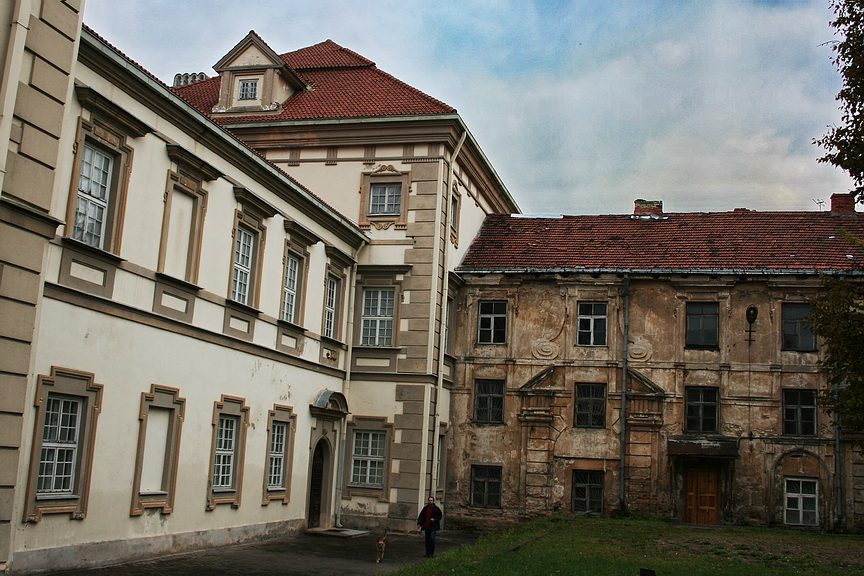
Padiglioni est e nord del palazzo

Essendo l'unico palazzo rinascimentale sopravvissuto a Vilnius, vanta caratteristiche tipiche del Rinascimento olandese e decorazioni manieristiche native dell'architettura rinascimentale lituana. La sua disposizione originale e la simmetria degli elementi strutturali erano distintivi dei palazzi del tardo Rinascimento francese, simili a quelli del castello di Fontainebleau e del palazzo del Lussemburgo di Parigi.